# Босна и Херцеговина на Светском првенству у атлетици у дворани 1995.
Босна и Херцеговина је од стицања независности 1992. године, први пут учествовала на Светском првенству у атлетици у дворани 1995. одржаном у дворани Сант Ђорди у Барселони од 12. до 14. марта. Репрезентацију Босне и Херцеговине, на њеном првом учешћу на светским првенствима у дворани, представљао је један атлетичар, која се такмичио у трчању на 60 метара.
Представник Босне и Херцеговине није освојио ниједну медаљу, али је оборио национални текорд.

## Учесници
Мушкарци:
- Бранислав Јајчанин — 60 метара, члан АК Зеница из Зенице

## Резултати

### Мушкарци
| Атлетичар          | Дисциплина | Лични рекорд | Квалификација | Квалификација | Финале               | Финале        | Детаљи                                     |
| Атлетичар          | Дисциплина | Лични рекорд | Резултат      | Место         | Резултат             | Место         | Детаљи                                     |
| ------------------ | ---------- | ------------ | ------------- | ------------- | -------------------- | ------------- | ------------------------------------------ |
| Бранислав Јајчанин | 60 м       |              | 7,12 НР       | 7. у гр. 4    | Није се квалификовао | 44. / 50 (54) | Архивирано на веб-сајту (27. октобар 2015) |